# Давид Горовіц
Давид Горовіц (івр. דוד הורוביץ, англ. David Horowitz) (15 лютого 1899 — 10 серпня 1979) — ізраїльський економіст, перший президент центрального банку Ізраїлю (1954—1971).
Народився в Дрогобичі (Галичина, Австро-Угорщина). Після Першої світової війни в 1920 р. емігрував до Ізраїлю (тоді територія перебувала під мандатом Великої Британії). Був одним з перших членів ізраїльської молодіжної скаутської організації "га-Шомер га-Цаїр". Керував економічним департаментом Єврейського агентства в Ізраїлі і входив до складу делегації агентства в ООН в 1947 р. З травня 1948 по червень 1952 був першим генеральним директором міністерства фінансів Ізраїлю.
В 1954 році очолив новостворений центральний банк держави, Банк Ізраїлю. Після виходу на пенсію в 1971 р. керував групою радників Банку.
В 1968 отримав Премію Ізраїлю в галузі соціальних наук.